# Sky Sport Football
Sky Sport Football è stato un canale televisivo italiano prodotto da Sky Italia che trasmetteva le principali partite del calcio europeo.
Nato il 31 luglio 2003 come Sky Sport 3, in contemporanea con il debutto della piattaforma satellitare Sky, ha assunto l'attuale denominazione il 2 luglio 2018. Da quella data, inoltre, era entrato a far parte del pacchetto Sky Calcio ed era visibile al canale 203, oltre ad essere disponibile anche in streaming su Sky Go e Now.
Il 3 luglio 2023, in seguito ad una riorganizzazione dei canali Sky Sport, il canale viene chiuso. I suoi contenuti vengono trasferiti nei vari canali del pacchetto.

## Diritti televisivi
- 2. Bundesliga (in esclusiva fino al 2025)
- Bundesliga (in esclusiva fino al 2025)
- DFL-Supercup (in esclusiva fino al 2024)
- FIFA Beach Soccer World Cup (2021)
- FIFA Futsal World Cup (2021)
- FIFA U-17 World Cup (2023)
- FIFA U-17 Women's World Cup (2022)
- FIFA U-20 World Cup (2023)
- FIFA U-20 Women's World Cup (2022)
- Ligue 1 Uber Eats (in esclusiva fino al 2024)
- Ligue 2 BKT (in esclusiva fino al 2024)
- Premier League (in esclusiva fino al 2022)
- Trophée des Champions (in esclusiva fino al 2023)
- UEFA Champions League (121 partite su 137 non in esclusiva fino al 2024)
- UEFA Europa League (tutte le partite non in esclusiva fino al 2024)
- UEFA Europa Conference League (tutte le partite non in esclusiva fino al 2024)

## Loghi

2 luglio 2015 - 2 luglio 2018
2 luglio 2018 - 19 settembre 2020
19 settembre 2020 - 3 luglio 2023